# Hedyotis articularis
Hedyotis articularis är en måreväxtart som beskrevs av Robert Brown och George Don jr. Hedyotis articularis ingår i släktet Hedyotis och familjen måreväxter.

## Underarter
Arten delas in i följande underarter:
- H. a. articularis
- H. a. santapaui